# Ingenuo
Décimo Lelio Ingenuo (en latín, Decimus Lælius Ingenuus; f. 260), o Ingebo (Ingebus) según Aurelio Víctor, fue un oficial y luego usurpador romano del siglo iii contra los emperadores Valeriano (r. 253– 260) y Galieno (r. 253-268), uno de los Treinta Tiranos en la Historia Augusta. Inicialmente ejerció el cargo de gobernador en la Panonia Inferior o la Superior o de ambas y fue asesor de Valeriano II, hijo de Galieno, en la región en 260, posiblemente tras la captura de su abuelo Valeriano por el Imperio sasánida; más tarde, se rebeló en Sirmio con el apoyo de las legiones de Mesia, pero su usurpación duró poco, y pronto Galieno y su comandante Aureolo lo derrotaron en la batalla de Mursa.

## Biografía
La primera aparición de Ingenuo en las fuentes data de 258, cuando era gobernador de la Panonia Inferior o la Superior o de ambas provincias. John Bray sugiere, pese a no haber evidencia de ello, que era senador antes de su nombramiento, lo que reforzaría la moda de la época de escoger senadores para los cargos de gobernadores provinciales. En ese momento, Valeriano II, hijo de Galieno (r. 253-268), gobernaba nominalmente ese territorio del Imperio romano, y también es probable que Ingenuo fuera nombrado como su asesor. El Continuador de Dion Casio alude en un pasaje a la nominación de Ingenuo por Galieno en el que relata una supuesta conversación entre la emperatriz Salonina y Valentino en la que ella expresa su descontento por su nombramiento y su falta de confianza.
William Leadbetter, juzgando su papel como asesor, considera que la temprana muerte de Valeriano II en ese año debió sacudir su situación política, pero el hecho de que Galieno estuviera ocupado en otras partes del Imperio seguramente lo benefició. La Historia Augusta afirma que Ingenuo utilizó esta situación para reclamar la púrpura imperial. En 1966, Jenő Fitz fechó la revuelta en 258, al vincular el episodio con la muerte de Valeriano II y el supuesto temor de una invasión marcomana. La historiografía más reciente la fecha en 260, poco después de la captura de Valeriano (r. 253-260) por el rey Sapor I (r. 240-270) del Imperio sasánida.
La falta de evidencia de una invasión marcomana en 258, así como la falta de monedas acuñadas en nombre de Ingenuo son los principales obstáculos para la aceptación de la teoría de Fitz. Sobre todo, la escasez de monedas muestra que gobernó por poco tiempo y en un área geográfica donde las cecas no estaban fácilmente disponibles para sus acuñaciones. Según John Bray, no había ninguna ceca disponible en Viminacium durante la época de su usurpación, por lo que, en consecuencia, es posible que buscase artesanos que vivían en el área bajo su control para que acuñaran monedas y así poder autenticar su título.
Ingenuo fue proclamado emperador en Sirmio por las legiones de Mesia. Cuando la noticia llegó a Galieno, su ejército hizo una rápida marcha a Panonia, donde derrotó a Ingenuo en Mursa Major; Aureolo jugó un papel importante en la victoria. Ingenuo murió en una batalla o se suicidó para evitar ser capturado. Tal revuelta, aunque derrotada por su muerte, resurgió poco después esta vez por parte de Regaliano.